# Jalón de Cameros
Jalón de Cameros és un municipi situat en la comarca del Camero Viejo, de La Rioja (Espanya). Fins al 1916 el seu nom era simplement Jalón i en aquella data adoptà el nom actual.

## Població
| Gràfica d'evolució de Jalón de Cameros entre 1842 i 2021 |
| |
| Població de dret segons els censos de població de l'INE. Població de fet segons els censos de població de l'INE.En aquests censos el poble era anomenat Jalón: 1842, 1857, 1860, 1877, 1887, 1897, 1900 i 1910. |

## Patrimoni
- Església de San Miguel. Dels segles segle xvi i segle xvii.[4]
- Ermita del Santo Cristo del Humilladero.[4]